# Cerradomys goytaca
Cerradomys goytaca és un rosegador pertanyent al gènere Cerradomys. Deu el seu nom al fet de ser endèmic de la regió litoral del nord de Rio de Janeiro, antiga regió dels indis goytacazes.
Té la cua més llarga que el cos. La coloració del dors varia de castany-fosc a castany-groguenc, amb pèls més clars als laterals i un límit poc definit al ventre, que és blanquinós o groguenc. La cua té pocs pèls. Les potes són llargues i estretes, generalment amb la superfície superior recoberta de pèls clars. Presenta quatre parells de mamelles: pectoral, postaxial, abdominal i inguinal.
És una espècie endèmica de les restingues del nord de Rio de Janeiro. Està més associat als matollars que als boscos i se l'ha capturat tant a terra com als arbres, especialment els del gènere Clusia.